# Kolovrat (symbol)

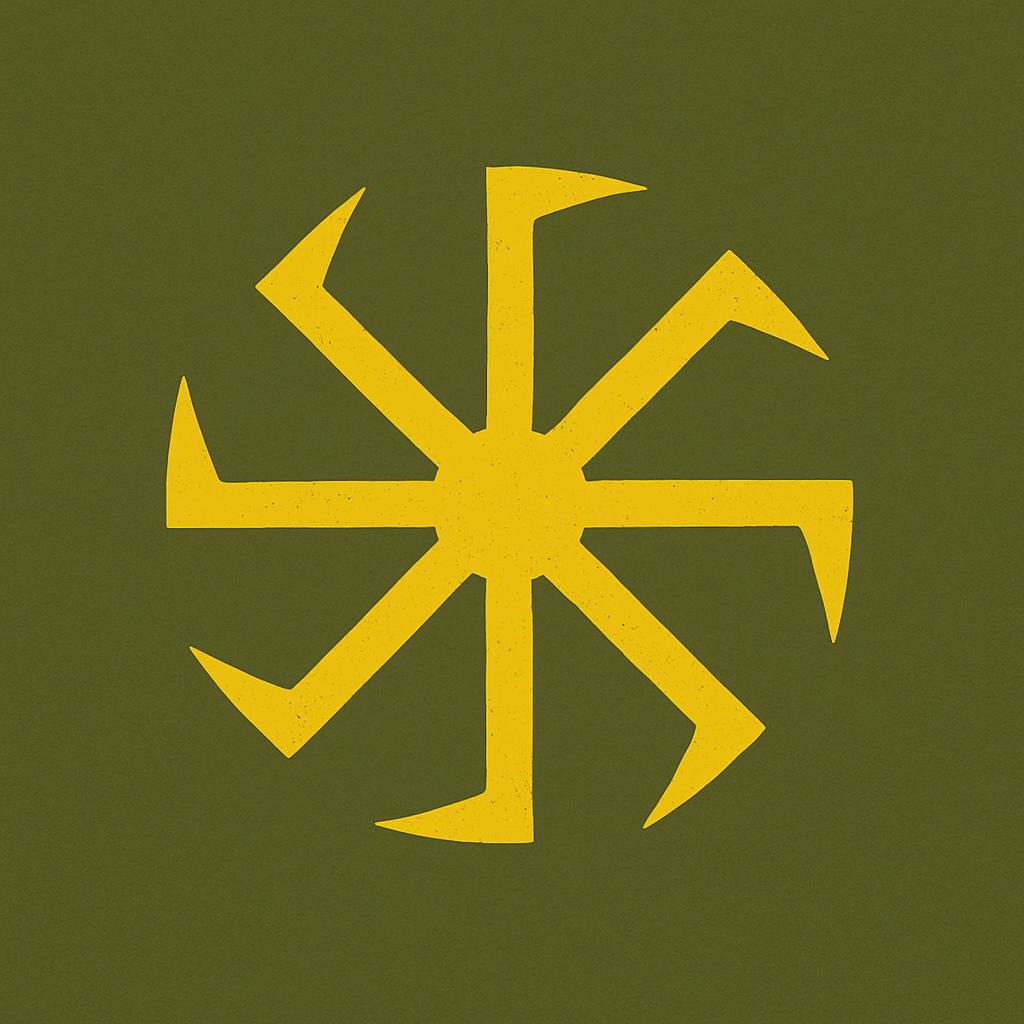
Kolovrat

Kolovrat je grafický symbol, který připomíná rotující slunce s osmi rameny. V současnosti je často spojován se slovanským novopohanstvím, ale také s extremistickými skupinami, které ho využívají jako náhradu za zakázané symboly, například svastiku.

## Původ symbolu
Kolovrat je často prezentován jako staroslovanský sluneční symbol, avšak jeho historický původ je sporný. Neexistují přímé archeologické nebo písemné důkazy o jeho užívání ve starověku pod tímto názvem.

## Novopohanství a kulturní význam
Ve slovanském novopohanství (např. v rámci rodnověří) je kolovrat vnímán jako pozitivní symbol představující koloběh života, slunce a spojení s přírodou. Objevuje se v různých variantách, často s osmi nebo šesti rameny.

## Extremistické zneužití
Od 90. let 20. století se kolovrat objevil ve vizuální identitě některých neonacistických a ultranacionalistických skupin, zejména v Rusku, na Ukrajině a ve východní Evropě.  Tyto skupiny využívají kolovrat jako alternativu k nacistické symbolice, která je v některých zemích zakázaná.

## Symbolika
Kolovrat bývá interpretován jako znázornění slunečního pohybu a cyklického času. V některých interpretacích se rozlišuje pravotočivý (světlo, život) a levotočivý (temnota, smrt) kolovrat, ale tyto výklady nejsou historicky doložené.